# Stortjärnen (Hede socken, Härjedalen, 691444-138359)
Stortjärnen är en sjö i Härjedalens kommun i Härjedalen och ingår i Ljusnans huvudavrinningsområde.